# Ouvéahoornparkiet
De ouvéahoornparkiet (Eunymphicus uvaeensis) is een vogel uit de familie Psittaculidae (papegaaien van de Oude Wereld).

## Kenmerken
De vogel is gemiddeld 32 cm lang en is nauw verwant aan de hoornparkiet. Beide soorten zijn overwegend groen gekleurd, op de borst en buik meer neigend naar geel en ook de stuit, oorstreek en de nek zijn geelgroen. De kruin is rood (de hoornparkiet heeft meer rood) en op de kop (kruin) zitten lange zwarte sierveren met een rode punt. De hoornparkiet heeft minder van deze kruinveren, maar met meer rood erin. De vogel heeft een zwart "gezicht". In de vleugels (slagpennen) en in de staart zitten licht violetkleurige veren.

## Verspreiding en leefgebied
Deze soort is endemisch op de Loyaliteitseilanden, een archipel in de Grote Oceaan die onderdeel vormt van het Franse overzeese gebiedsdeel Nieuw-Caledonië.
Het leefgebied bestaat uit bebost gebied met een voorkeur voor bossen waarin bomen uit de geslachten Agathis en Araucaria domineren. De vogel mijdt kokospalmplantages en kustgebieden.

## Status
De ouvéahoornparkiet heeft een klein verspreidingsgebied dat beperkt is tot een aantal eilanden met een kwetsbaar leefgebied; daardoor is er de kans op  uitsterven. De grootte van de populatie wordt geschat op 3.100 tot 3.200 individuen. Dit aantal ging in 2013 weer iets vooruit dankzij beschermingmaatregelen. Tussen 1970 en 2000 is 30 tot 50% van het leefgebied verloren gegaan en versnipperd. Daarnaast vormen onder andere geïntroduceerde bijen, katten en regenbooglori's een bedreiging voor het voortbestaan. Om deze redenen blijft deze parkiet als kwetsbaar op de Rode Lijst van de IUCN.